# Gène engrailed
Engrailed est une protéine animale facteur de transcription,. Le gène qui produit cette protéine est ce qu’on appelle un « gène de polarité segmentaire, », c’est-à-dire qu’il permet de définir les cellules antéro-postérieures lors de la segmentation.
Engrailed est exprimé dans la partie postérieure des segments lors du développement embryonnaire. Ce gène est essentiel chez de nombreux animaux, pour la segmentation, pour la neurogenèse, pour le développement des appendices ou pour une combinaison de ces éléments. Il est en fait essentiel pour obtenir l’axe antéro-postérieur du corps embryonnaire d’un animal. Engrailed, les gènes Hox et plusieurs autres sont essentiels au bon développement de cet axe antéro-postérieur.
Engrailed est présent chez les annélides, les arthropodes, les mollusques, les échinodermes et les chordés. Cet homéogène est donc très important en biologie évolutive du développement étant donné son rôle au stade embryonnaire.

## Origine
Ce gène a d’abord été découvert chez la drosophile (Drosophila melanogaster). Christiane Nüsslein-Volhard et Eric F. Wieschaus furent dans les premiers à décrire son rôle dans la segmentation de ces mouches. Après la découverte de ce gène et de son rôle dans la segmentation, plusieurs chercheurs ont continué les recherches sur cet homéogène et ont émis des hypothèses sur son rôle originel dans les organismes, c’est-à-dire son rôle chez les ancêtres des animaux d’aujourd’hui.
Certains chercheurs pensent que ce gène serait à l’origine responsable du développement du système nerveux, c’est-à-dire de la neurogenèse. D’autres pensent plutôt qu’il aurait d’abord permis la segmentation. Cette dernière hypothèse est plus controversée, puisque plusieurs recherches montrent qu’engrailed ne sert pas à la segmentation de plusieurs animaux. Ce qui est certain c’est que l’étude d’engrailed et de wingless, un autre gène relié à la segmentation, a permis d’en savoir plus sur les ancêtres des ecdysozoaires et des lophotrochozoaires, qui devaient probablement être segmentés.
Les recherches sur engrailed nous permettent aussi de supposer que ce gène serait impliqué dans le patron de développement des vertébrés.

## Voie de signalisation[4]chez la drosophile

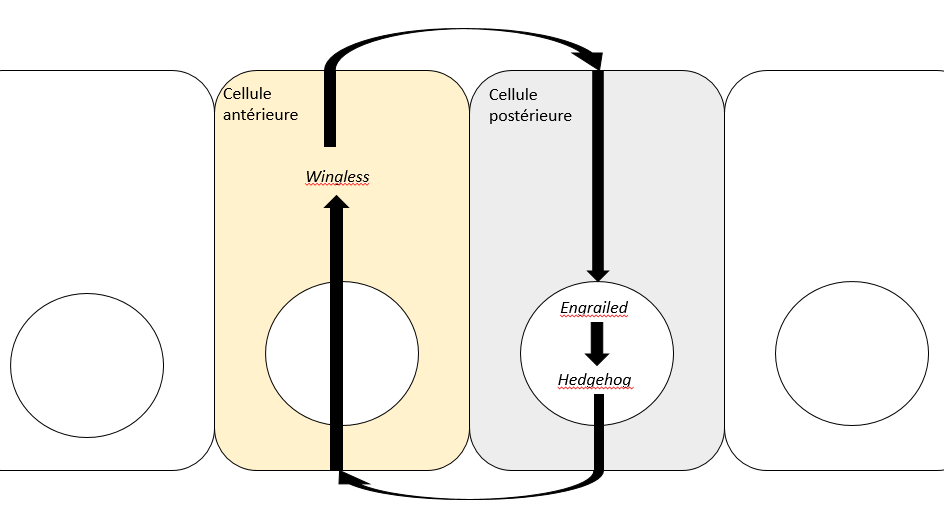
Voie de signalisation d'engrailed.

Chez la drosophile, la voie de signalisation d’engrailed commence par la transcription de ce gène, qui peut être amorcée par l'homéoprotéine fushi tarazu. Une fois la transcription commencée, une cascade de réactions permet la formation et le maintien des parasegments :
Engrailed est exprimé dans le noyau des cellules antérieures d’un parasegment (qui vont devenir, plus tard dans le développement, les cellules postérieures du segment). La protéine produite par engrailed est un facteur de transcription permettant l’expression du gène hedgehog. Hedgehog produit une protéine qui sort de la cellule et va se lier à sa protéine réceptrice, patched, sur une cellule antérieure adjacente.

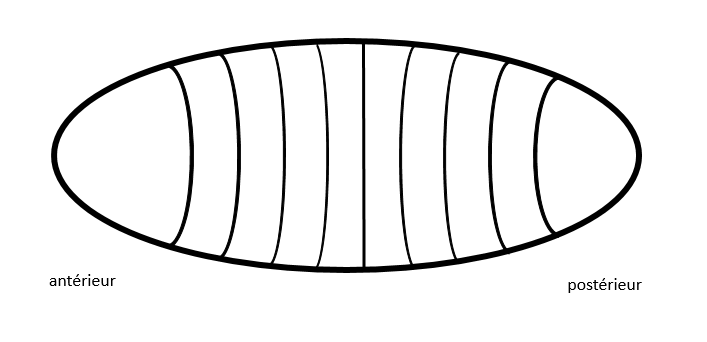
Segmentation de la drosophile.

Cette réaction induit dans cette cellule l’expression du gène wingless, qui produit lui-même une protéine qui sort de la cellule et va se fixer sur sa protéine réceptrice. Cette protéine réceptrice, frizzled, est située sur la cellule ayant exprimé engrailed. Lorsque la protéine de wingless se lie à frizzled, elle maintient engrailed activée. Une fois qu’engrailed est activée une première fois, la cascade de réaction qu’elle provoque lui permet donc de rester activée dans la partie postérieure des segments tout au long de l’embryogenèse et du développement de l’animal.

## Chez la drosophile
La drosophile est le premier organisme sur lequel a été découvert engrailed [Quand ?]. C’est d’ailleurs un organisme modèle dans l’étude de ce gène. Celui-ci permet, entre autres, le développement normal des ailes des mouches puisqu'une modification dans son expression peut causer un phénotype totalement différent de l’aile et parfois même transformer la partie postérieure de l’aile en partie antérieure. Cet homéogène est exprimé uniquement dans les parties postérieures des segments et des ailes. Il a en effet été démontré que lors de mutation de ce gène, les parties postérieures des segments se développent en parties antérieures. Ceci en fait un gène très important dans le développement embryonnaire de ces animaux. Chez cet insecte, l’expression du gène possède des limites précises dans le segment. Les cellules exprimant ce gène sont bien délimitées ce qui n’est pas toujours le cas.[pas clair]

## Chez les arthropodes
Chez les arthropodes, principalement chez les insectes (dont fait partie la drosophile), engrailed et wingless servent ensemble à la formation de tous les segments, sauf le premier, celui du cerveau, qui n’est formé qu’avec le gène engrailed. Ce dernier est exprimé dans le mésoderme et l’ectoderme de l’animal durant l’embryogenèse. Il permettrait aussi certains patrons de couleurs chez quelques insectes.
Chez les araignées et les autres arachnides, engrailed n’a pas tout à fait le même patron d’expression. Deux gènes homologues à engrailed sont exprimés, Cs-engrailed-1 et Cs-engrailed-2. L’expression du premier est très similaire à l’expression d’engrailed dans la drosophile, mais celle du deuxième est suffisamment différentes pour penser qu’elle a un mode d’expression distinct. Le fonctionnement de la segmentation des arachnides n’a pas encore été éclairci et d'autres recherches sont encore nécessaires pour mieux comprendre cette étape essentielle du développement.

## Chez les onychophores[3]

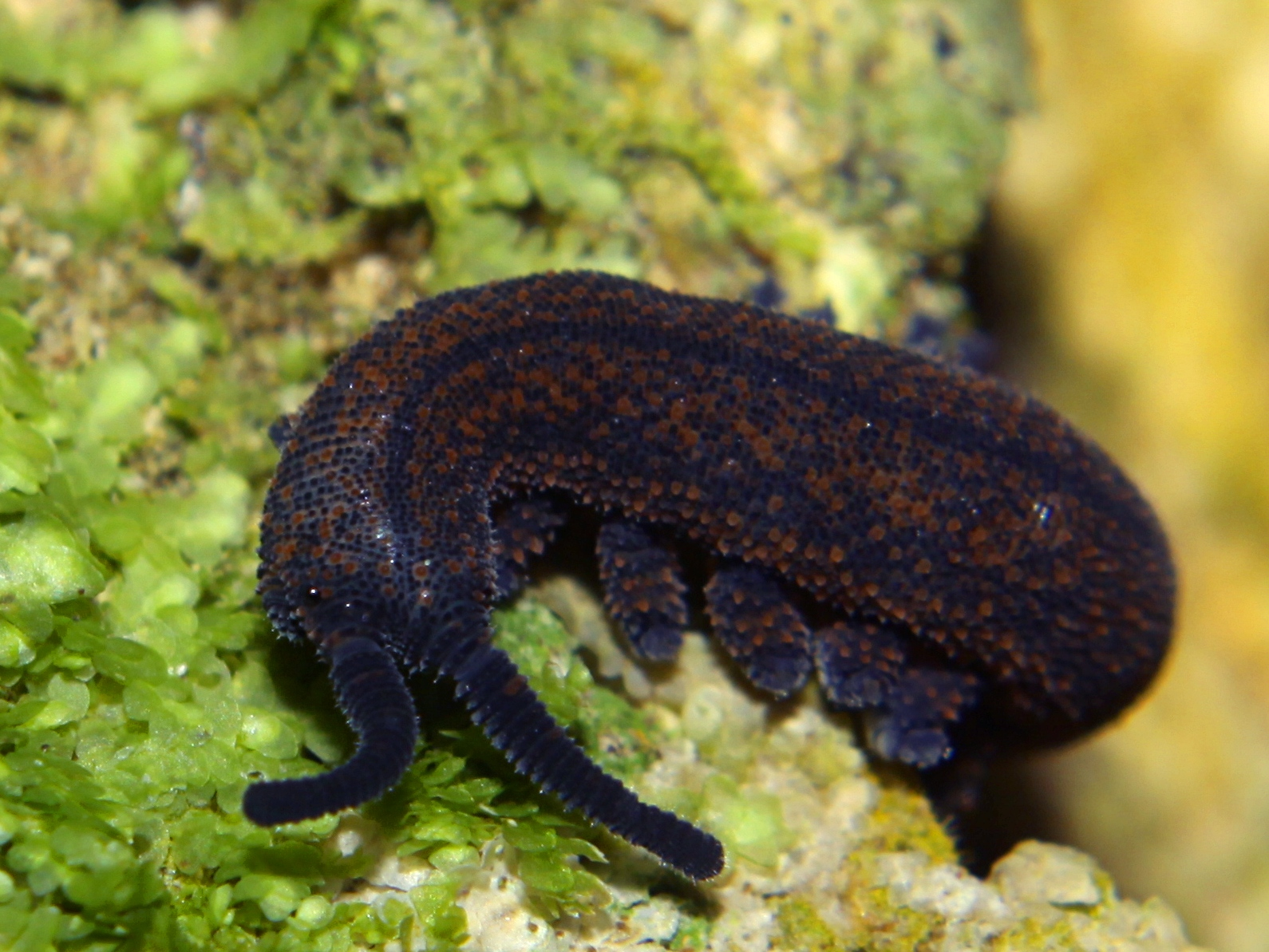
Un onychophore de la famille des Peripatopsidae (genre Peripatoides).

Les onychophores, un groupe frère des arthropodes, se développent selon le même processus de segmentation que ceux-ci. Tout comme chez ces derniers, le gène engrailed est exprimé dans la partie postérieure des segments lors de l’embryogenèse. Cet animal[Lequel ?] possède 18 segments, 3 pour la tête et 15 pour le corps, et engrailed est exprimé dans tous ces segments. Pour les onychophores, ce gène sert à la segmentation[réf. nécessaire], au développement des membres et au développement du système nerveux. Chez ces animaux, l’expression d’engrailed n’aurait pas de limite cellulaire précise dans les segments, mais serait assurément dans la partie postérieure. Les études d’engrailed sur ces animaux[Lesquelles ?] laissent croire que ceux-ci seraient les ancêtres des arthropodes.[réf. nécessaire]

## Chez les mollusques[15]
Chez les mollusques, la situation est un peu différente puisqu’un nombre différent de copies d’engrailed sont retrouvés selon la classe du mollusque : Chez les bivalves, les chitons et les scaphopodes, il n’y a qu’une copie du gène, alors qu’il y en a deux chez les céphalopodes. Il y a donc des variations du nombre de copies entre les classes, mais parfois aussi au sein d’une même classe.

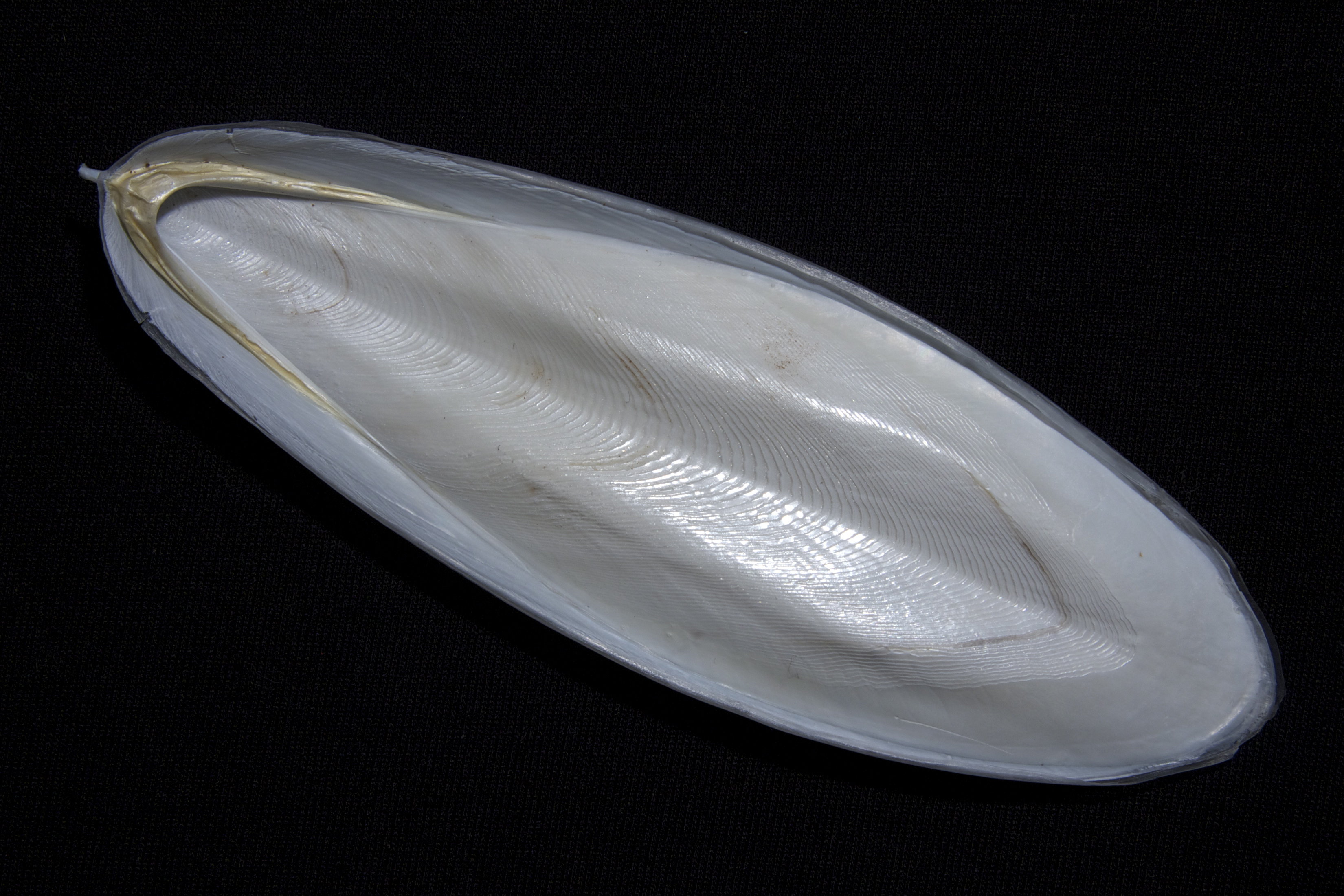
Un « os » de seiche.

Dans tous les cas, engrailed sert au moins à la délimitation du compartiment, et non à la formation, de la coquille de ces invertébrés, même chez les mollusques dont la coquille est interne et très réduite, comme chez les céphalopodes comme la seiche. Chez les seiches, en plus de délimiter la coquille, engrailed sert aussi au développement de plusieurs autres membres tel que les paupières, les bras et le siphon. Le gène serait donc impliqué dans le développement de nouveautés évolutives.  Mais engrailed ne serait pas impliqué dans le développement du système nerveux des mollusques, contrairement à celui d'autres animaux.

## Chez les annélides
Chez les annélides, ht-en, l’homologue d’engrailed, serait responsable du développement du système nerveux et dans le développement général, mais ne semble pas impliqué dans la segmentation. Ces animaux ont été relativement peu étudiés et beaucoup de recherches sont encore  nécessaires pour mieux comprendre le rôle d’engrailed dans leur organisme.

## Chez les échinodermes
Chez les échinodermes les gènes homologues à engrailed varient selon la classe. En effet, chez les oursins, le gène homologue à engrailed est SpEn. Ce gène sert à la neurogenèse, c’est-à-dire au développement du système nerveux de l’animal. Ce gène est, entre autres, exprimé dans une cellule ou deux de chaque côté de la bouche des larves, là où des petits cils vont se développer. Chez les étoiles de mer, engrailed est exprimé dans le système nerveux et le cœlome, mais au stade larvaire, il est seulement exprimé dans le cœlome. Son expression dans le système nerveux commence dans l’anneau nerveux central des étoiles de mer et plus tard dans le développement, cette expression se propage dans les nerfs radiaux. Engrailed serait aussi exprimé dans les pieds ambulacraires de ces échinodermes.

## Chez les vertébrés
Plusieurs homologues d’engrailed sont retrouvés chez les vertébrés. Ce gène est d’ailleurs très conservé au cours de l’évolution des vertébrés. Chez la souris et l’humain, on retrouve En-1 et En-2. Ces gènes servent au développement du cervelet. En présence de mutation de En-1, celui-ci ne se développe pas normalement. En effet, les homologues d’engrailed sont vraiment très importants à l’organisation tridimensionnelle du cervelet.
On retrouve aussi des homologues du gène engrailed chez le poisson-zèbre. Cet animal possède au moins deux homologues d’engrailed dont l'un, ZF-En, est très semblable à En-2 présent chez la souris. La similitude entre ces deux gènes permet de supposer qu’il y a une très forte conservation de la fonction de ce gène dans ces organismes. Chez ces poissons, le gène serait exprimé après la gastrulation, alors qu’il est exprimé avant la gastrulation chez les drosophiles. Il sert au développement des somites de ces poissons.